# Psyllaephagus baccharidis
Psyllaephagus baccharidis is een vliesvleugelig insect uit de familie Encyrtidae. De wetenschappelijke naam is voor het eerst geldig gepubliceerd in 1993 door Tavares & Perioto.